# Derby del Sole
Il derby del Sole, conosciuto anche come il derby del Sud (anche se con quest'appellativo vengono definiti numerosi altri confronti), è la partita di calcio che riguarda due società italiane, la Roma e il Napoli, cioè i primi due sodalizi dell'Italia centro-meridionale ad essere stati ammessi alla Lega Calcio, all'epoca denominata Direttorio Divisioni Superiori, nella stagione 1926-27; la prima attraverso le squadre di Alba e Fortitudo, che in seguito alla fusione del 1927 con il Roman Football Club daranno vita alla Roma, la seconda sotto il nome di Associazione Calcio Napoli.
L'appellativo viene riferito in particolare agli incontri tra le due squadre durante gli anni 1970 e 1980, quando regnava tra la tifoseria giallorossa e quella azzurra un gemellaggio. Con la rottura del gemellaggio tra le tifoserie il 25 ottobre 1987, il derby perdeva il suo originale significato, trasformandosi in una sfida spesso segnata dai toni aspri tra le due squadre e le rispettive tifoserie.

## Storia

I giocatori delle due squadre, insieme al direttore di gara Umberto Gama, prima del secondo derby della Coppa CONI del 1928.

Roma e Napoli furono nella Divisione Nazionale 1927-1928 le due squadre che rappresentarono l'Italia centrale e meridionale all'interno di un campionato dominato dalla prevalenza di squadre settentrionali; le tre squadre ambivano ad ottenere buoni risultati, soprattutto dopo l'attività estiva del Napoli per rinforzare l'organico e la fusione che aveva dato vita alla Roma, ma ciononostante tutti e tre i sodalizi non riuscirono ad accedere al girone finale; le squadre escluse da quest'ultimo presero parte alla Coppa CONI 1928, competizione in cui ebbe luogo il primo derby del Sole tra Roma e Napoli.
La sfida si disputò l'8 aprile 1928, nel corso della prima giornata del torneo, al Motovelodromo Appio; i napoletani andarono subito a segno con Gontrano Innocenti, ma sul finale del primo tempo i gol di Fasanelli e Cappa ribaltarono il risultato. All'inizio della ripresa l'azzurro De Martino si infortunò, lasciando la sua squadra in dieci uomini; questo permise alla Roma di prendere il controllo della partita e di dilagare, grazie ad altri due gol di Fasanelli, che fissò il risultato della prima sfida tra le due squadre sul 4-1 per i padroni di casa, che si aggiudicarono il primo derby del Sole. Nella partita di ritorno, giocata con la Roma saldamente prima in classifica, fu al contrario dominata dal Napoli, che vinse 2-0 con le reti di Ghisi e Zoccola, ostacolata solamente dagli interventi dell'estremo difensore giallorosso Ballante che evitò una sconfitta più gravosa.

Un frangente del derby di campionato del 9 febbraio 1975

Dopo un'amichevole invernale vinta 3-0 dalla Roma, e dopo essere state inserite in due gironi diversi nel corso della Divisione Nazionale 1928-1929, le due squadre presero parte al primo campionato italiano con la formula del girone unico, la Serie A 1929-1930; il primo derby del Sole nella massima divisione del campionato si disputò il 10 novembre 1929 a Roma e terminò in pareggio: al vantaggio romanista ad opera di Ludueña, rispose Vojak con una doppietta che portò i partenopei in vantaggio; la situazione di parità fu ristabilita dalla rete di Volk nel secondo tempo. La partita, oltre che per essere il primo confronto in Serie A, viene ricordata per un particolare episodio: al 35' del primo tempo, con la Roma in vantaggio per 1-0, l'azzurro Fenilli lasciò partire un potente tiro che ruppe la rete difesa dal portiere giallorosso, ma l'arbitro che non si accorse del fatto, tra le proteste dei napoletani comandò la rimessa da fondo campo. Ad ammettere il fatto fu lo stesso direttore sportivo della Roma Vincenzo Biancone, che aggiunse che nella confusione generale la rete fu fatta ricucire dal giovane Balilla Lombardi, che anni dopo giocherà con la maglia giallorossa. Le due squadre, anche nella partita di ritorno a Napoli, si spartirono i punti in palio, terminando la partita sul risultato di 1-1.

Il giallorosso Ancelotti e l'azzurro Maradona durante il derby del 16 dicembre 1984

Nella stagione 1930-1931 la partita d'andata, disputata nella Capitale, vide un netto predominio dei giallorossi, che vinsero 3-1, mentre nel frattempo sugli spalti si registrarono dei lievi scontri. A Napoli fu la squadra partenopea che, alla ricerca del riscatto, impose un secco 3-0 alla società capitolina. Anche la stagione seguente vide una vittoria a testa per squadra, entrambe giunte in casa ed entrambe per 1-0, anche se la Roma terminò il campionato al terzo posto, sei piazze e cinque punti al di sopra dei partenopei.

## Lista dei risultati

### Partite ufficiali
| Nº  | Data       | Stadio                     | Competizione                  | Casa   | Risultato | Trasferta | Marcatori Napoli                                                          | Marcatori Roma                                                           |
| --- | ---------- | -------------------------- | ----------------------------- | ------ | --------- | --------- | ------------------------------------------------------------------------- | ------------------------------------------------------------------------ |
| 1   | 08/04/1928 | Mot. Appio                 | Coppa CONI 1928               | Roma   | 4 - 1     | Napoli    | 8' Innocenti                                                              | 34', 69', 74' Fasanelli, 42' Cappa                                       |
| 2   | 24/06/1928 | S. Militare dell'Arenaccia | Coppa CONI 1928               | Napoli | 2 - 0     | Roma      | 10' Ghisi, 53' Zoccola                                                    |                                                                          |
| 3   | 10/11/1929 | Campo Testaccio            | Serie A 1929-1930             | Roma   | 2 - 2     | Napoli    | 35', 41' Vojak                                                            | 6' Ludueña, 62' Volk                                                     |
| 4   | 13/04/1930 | Stadio Arturo Collana      | Serie A 1929-1930             | Napoli | 1 - 1     | Roma      | 33' Vojak                                                                 | 15' Bernardini                                                           |
| 5   | 19/10/1930 | Campo Testaccio            | Serie A 1930-1931             | Roma   | 3 - 1     | Napoli    | 85' Vojak                                                                 | 17' Lombardo, 58' Fasanelli, 71' Tansini                                 |
| 6   | 08/03/1931 | Stadio Partenopeo          | Serie A 1930-1931             | Napoli | 3 - 0     | Roma      | 2', 46' Mihalic, 55' Sallustro                                            |                                                                          |
| 7   | 29/11/1931 | Campo Testaccio            | Serie A 1931-1932             | Roma   | 1 - 0     | Napoli    |                                                                           | 26' Bernardini                                                           |
| 8   | 24/04/1932 | Stadio Partenopeo          | Serie A 1931-1932             | Napoli | 1 - 0     | Roma      | 10' Sallustro                                                             |                                                                          |
| 9   | 18/12/1932 | Stadio Partenopeo          | Serie A 1932-1933             | Napoli | 1 - 2     | Roma      | 47' Vojak                                                                 | 46' Eusebio, 68' Volk                                                    |
| 10  | 25/05/1933 | Campo Testaccio            | Serie A 1932-1933             | Roma   | 1 - 1     | Napoli    | 43' Gravisi                                                               | 65' Fasanelli                                                            |
| 11  | 19/11/1933 | Stadio Arturo Collana      | Serie A 1933-1934             | Napoli | 1 - 2     | Roma      | 66' Colombari                                                             | 8' (aut.) Vincenzi, 61' Guaita                                           |
| 12  | 08/04/1934 | Campo Testaccio            | Serie A 1933-1934             | Roma   | 1 - 2     | Napoli    | 28' Vojak, 40' Rossetti                                                   | 5' Scopelli                                                              |
| 13  | 14/10/1934 | Stadio Partenopeo          | Serie A 1934-1935             | Napoli | 3 - 2     | Roma      | 12' Ferraris, 47' Glovi, 55' Rossetti                                     | 41' Scopelli, 69' Scaramelli                                             |
| 14  | 03/03/1935 | Campo Testaccio            | Serie A 1934-1935             | Roma   | 4 - 0     | Napoli    |                                                                           | 12' Scaramelli, 20', 35', 41' Guaita                                     |
| 15  | 06/10/1935 | Campo Testaccio            | Serie A 1935-1936             | Roma   | 1 - 0     | Napoli    |                                                                           | 55' Gadaldi                                                              |
| 16  | 09/02/1936 | Stadio Partenopeo          | Serie A 1935-1936             | Napoli | 1 - 2     | Roma      | 22' Venditto                                                              | 5' Di Benedetti, 23' Tomasi                                              |
| 17  | 13/09/1936 | Stadio Partenopeo          | Serie A 1936-1937             | Napoli | 0 - 0     | Roma      |                                                                           |                                                                          |
| 18  | 17/01/1937 | Campo Testaccio            | Serie A 1936-1937             | Roma   | 1 - 0     | Napoli    |                                                                           | 56' D'Alberto                                                            |
| 19  | 20/05/1937 | Stadio Partenopeo          | Coppa Italia 1936-1937        | Napoli | 0 - 1     | Roma      |                                                                           | 9' Mazzoni                                                               |
| 20  | 26/09/1937 | Campo Testaccio            | Serie A 1937-1938             | Roma   | 2 - 1     | Napoli    | 69' Gerbi                                                                 | 49' Michelini, 81' Mascheroni                                            |
| 21  | 26/12/1937 | Stadio Partenopeo          | Coppa Italia 1937-1938        | Napoli | 4 - 2     | Roma      | 18' Rocco, 63' Mian, 98' Biagi, 100' (rig.) Buscaglia                     | 1' Borsetti, 60' Michelini                                               |
| 22  | 30/01/1938 | Stadio Partenopeo          | Serie A 1937-1938             | Napoli | 2 - 2     | Roma      | 67' (aut.) Frisoni, 73' Venditto                                          | 9' Borsetti, 47' Mascheroni                                              |
| 23  | 13/11/1938 | Campo Testaccio            | Serie A 1938-1939             | Roma   | 2 - 2     | Napoli    | 32', 43' Biagi                                                            | 50' Serantoni, 72' Subinaghi                                             |
| 24  | 19/03/1939 | Stadio Partenopeo          | Serie A 1938-1939             | Napoli | 1 - 0     | Roma      | 16' Paone                                                                 |                                                                          |
| 25  | 08/10/1939 | Stadio Partenopeo          | Serie A 1939-1940             | Napoli | 0 - 1     | Roma      |                                                                           | 64' Subinaghi                                                            |
| 26  | 11/02/1940 | Campo Testaccio            | Serie A 1939-1940             | Roma   | 1 - 0     | Napoli    |                                                                           | 42' Pantó                                                                |
| 27  | 22/12/1940 | Stadio Partenopeo          | Serie A 1940-1941             | Napoli | 2 - 1     | Roma      | 25' Rosellini, 76' Quario                                                 | 53' (rig.) Borsetti                                                      |
| 28  | 06/04/1941 | Stadio Nazionale           | Serie A 1940-1941             | Roma   | 2 - 2     | Napoli    | 45' Barrera, 69' Busani                                                   | 18' Coscia, 24' (aut.) Pretto                                            |
| 29  | 26/10/1941 | Stadio Nazionale           | Serie A 1941-1942             | Roma   | 5 - 1     | Napoli    | 37' Dugini                                                                | 13' Di Pasquale, 20' (rig.) Coscia, 42', 85', 88' Amadei                 |
| 30  | 15/02/1942 | Stadio Partenopeo          | Serie A 1941-1942             | Napoli | 1 - 1     | Roma      | 67' Verrina                                                               | 30' Amadei                                                               |
| 31  | 16/12/1945 | Stadio Nazionale           | Divisione Nazionale 1945-1946 | Roma   | 0 - 0     | Napoli    |                                                                           |                                                                          |
| 32  | 17/03/1946 | Stadio del Vomero          | Divisione Nazionale 1945-1946 | Napoli | 1 - 1     | Roma      | 39' Andreolo                                                              | 50' Dagianti                                                             |
| 33  | 26/05/1946 | Stadio del Vomero          | Divisione Nazionale 1945-1946 | Napoli | 2 - 1     | Roma      | 8', 39' Barbieri                                                          | 16' Amadei                                                               |
| 34  | 14/07/1946 | Stadio Nazionale           | Divisione Nazionale 1945-1946 | Roma   | 2 - 0     | Napoli    |                                                                           | 17' Dagianti, 23' Krieziu                                                |
| 35  | 19/01/1947 | Stadio Nazionale           | Serie A 1946-1947             | Roma   | 0 - 0     | Napoli    |                                                                           |                                                                          |
| 36  | 22/06/1947 | Stadio Arturo Collana      | Serie A 1946-1947             | Napoli | 0 - 3     | Roma      |                                                                           | 42' Salar, 52', 67' Krieziu                                              |
| 37  | 21/12/1947 | Stadio della Liberazione   | Serie A 1947-1948             | Napoli | 1 - 2     | Roma      | 56' Verrina                                                               | 48', 89' Pesaola                                                         |
| 38  | 09/05/1948 | Stadio Nazionale           | Serie A 1947-1948             | Roma   | 1 - 0     | Napoli    |                                                                           | 40' Amadei                                                               |
| 39  | 19/11/1950 | Stadio Nazionale           | Serie A 1950-1951             | Roma   | 0 - 0     | Napoli    |                                                                           |                                                                          |
| 40  | 01/04/1951 | Stadio della Liberazione   | Serie A 1950-1951             | Napoli | 0 - 0     | Roma      |                                                                           |                                                                          |
| 41  | 04/01/1953 | Stadio Nazionale           | Serie A 1952-1953             | Roma   | 5 - 2     | Napoli    | 51' (aut.) Azimonti, 89' Jeppson                                          | 30' Sundqvist, 44' Bronée, 68' Bortoletto, 76', 83' Galli                |
| 42  | 10/05/1953 | Stadio della Liberazione   | Serie A 1952-1953             | Napoli | 0 - 0     | Roma      |                                                                           |                                                                          |
| 43  | 27/12/1953 | Stadio Olimpico            | Serie A 1953-1954             | Roma   | 0 - 0     | Napoli    |                                                                           |                                                                          |
| 44  | 09/05/1954 | Stadio della Liberazione   | Serie A 1953-1954             | Napoli | 1 - 0     | Roma      | 46' Amadei                                                                |                                                                          |
| 45  | 24/10/1954 | Stadio Olimpico            | Serie A 1954-1955             | Roma   | 0 - 0     | Napoli    |                                                                           |                                                                          |
| 46  | 13/03/1955 | Stadio della Liberazione   | Serie A 1954-1955             | Napoli | 2 - 0     | Roma      | 39' Jeppson, 89' Golin                                                    |                                                                          |
| 47  | 23/10/1955 | Stadio della Liberazione   | Serie A 1955-1956             | Napoli | 1 - 1     | Roma      | 17' Castelli                                                              | 81' Galli                                                                |
| 48  | 18/03/1956 | Stadio Olimpico            | Serie A 1955-1956             | Roma   | 2 - 1     | Napoli    | 44' Posio                                                                 | 18' Nyers, 61' da Costa                                                  |
| 49  | 30/12/1956 | Stadio Olimpico            | Serie A 1956-1957             | Roma   | 1 - 3     | Napoli    | 13' Vitali, 56', 74' Vinício                                              | 72' da Costa                                                             |
| 50  | 05/05/1957 | Stadio della Liberazione   | Serie A 1956-1957             | Napoli | 1 - 2     | Roma      | 36' Brugola                                                               | 61', 63' da Costa                                                        |
| 51  | 17/11/1957 | Stadio del Vomero          | Serie A 1957-1958             | Napoli | 0 - 0     | Roma      |                                                                           |                                                                          |
| 52  | 13/04/1958 | Stadio Olimpico            | Serie A 1957-1958             | Roma   | 0 - 2     | Napoli    | 10' Di Giacomo, 46' Vinício                                               |                                                                          |
| 53  | 08/06/1958 | Stadio del Vomero          | Coppa Italia 1957-1958        | Napoli | 0 - 2     | Roma      |                                                                           | 58' Menegotti, 89' Morbello                                              |
| 54  | 01/07/1958 | Stadio Olimpico            | Coppa Italia 1957-1958        | Roma   | 2 - 1     | Napoli    | 84' Molinari                                                              | 80' da Costa, 82' Orlando                                                |
| 55  | 16/11/1958 | Stadio del Vomero          | Serie A 1958-1959             | Napoli | 3 - 0     | Roma      | 40' Vinício, 51', 89' Del Vecchio                                         |                                                                          |
| 56  | 29/03/1959 | Stadio Olimpico            | Serie A 1958-1959             | Roma   | 8 - 0     | Napoli    |                                                                           | 6' Lojodice, 8', 75' Pestrin, 12', 22', 62' da Costa, 65', 88' Selmosson |
| 57  | 24/01/1960 | Stadio Olimpico            | Serie A 1959-1960             | Roma   | 3 - 0     | Napoli    |                                                                           | 9' Castellazzi, 41' Selmosson, 45' David                                 |
| 58  | 29/05/1960 | Stadio San Paolo           | Serie A 1959-1960             | Napoli | 1 - 0     | Roma      | 10' (rig.) Del Vecchio                                                    |                                                                          |
| 59  | 18/09/1960 | Stadio San Paolo           | Coppa Italia 1960-1961        | Napoli | 1 - 2     | Roma      | 36' Tacchi                                                                | 37' (aut.) Posio, 93' Lojacono                                           |
| 60  | 23/10/1960 | Stadio San Paolo           | Serie A 1960-1961             | Napoli | 3 - 2     | Roma      | 8' Di Giacomo, 38' Del Vecchio, 74' Pivatelli                             | 4' Lojacono, 29' Manfredini                                              |
| 61  | 05/03/1961 | Stadio Olimpico            | Serie A 1960-1961             | Roma   | 2 - 0     | Napoli    |                                                                           | 48' Lojacono, 80' Pestrin                                                |
| 62  | 01/05/1962 | Stadio Olimpico            | Coppa Italia 1961-1962        | Roma   | 0 - 1     | Napoli    | 66' Corelli                                                               |                                                                          |
| 63  | 16/09/1962 | Stadio Olimpico            | Serie A 1962-1963             | Roma   | 3 - 0     | Napoli    |                                                                           | 11' Menichelli, 19', 41' Jonsson                                         |
| 64  | 20/01/1963 | Stadio San Paolo           | Serie A 1962-1963             | Napoli | 3 - 3     | Roma      | 70' (rig.), 73' (rig.) Corelli, 78' Fraschini                             | 41', 48' (rig.), 72' Manfredini                                          |
| 65  | 05/05/1965 | Stadio San Paolo           | Coppa Italia 1964-1965        | Napoli | 1 - 2     | Roma      | 72' Cané                                                                  | 14' De Sisti, 57' Salvori                                                |
| 66  | 24/10/1965 | Stadio Olimpico            | Serie A 1965-1966             | Roma   | 0 - 0     | Napoli    |                                                                           |                                                                          |
| 67  | 13/03/1966 | Stadio San Paolo           | Serie A 1965-1966             | Napoli | 1 - 0     | Roma      | 82' Cané                                                                  |                                                                          |
| 68  | 02/10/1966 | Stadio Olimpico            | Serie A 1966-1967             | Roma   | 0 - 2     | Napoli    | 5' Braca, 78' Sívori                                                      |                                                                          |
| 69  | 12/02/1967 | Stadio San Paolo           | Serie A 1966-1967             | Napoli | 2 - 0     | Roma      | 21', 86' (rig.) Altafini                                                  |                                                                          |
| 70  | 01/10/1967 | Stadio Olimpico            | Serie A 1967-1968             | Roma   | 2 - 1     | Napoli    | 48' Barison                                                               | 7', 34' Peiró                                                            |
| 71  | 28/01/1968 | Stadio San Paolo           | Serie A 1967-1968             | Napoli | 2 - 0     | Roma      | 15', 89' (rig.) Altafini                                                  |                                                                          |
| 72  | 27/10/1968 | Stadio San Paolo           | Serie A 1968-1969             | Napoli | 0 - 0     | Roma      |                                                                           |                                                                          |
| 73  | 23/02/1969 | Stadio Olimpico            | Serie A 1968-1969             | Roma   | 0 - 0     | Napoli    |                                                                           |                                                                          |
| 74  | 12/10/1969 | Stadio San Paolo           | Serie A 1969-1970             | Napoli | 0 - 0     | Roma      |                                                                           |                                                                          |
| 75  | 08/02/1970 | Stadio Olimpico            | Serie A 1969-1970             | Roma   | 2 - 1     | Napoli    | 85' Altafini                                                              | 1' Salvori, 60' Cappellini                                               |
| 76  | 03/01/1971 | Stadio Olimpico            | Serie A 1970-1971             | Roma   | 2 - 2     | Napoli    | 11' Hamrin, 41' Ghio                                                      | 74' Del Sol, 83' Liguori                                                 |
| 77  | 25/04/1971 | Stadio San Paolo           | Serie A 1970-1971             | Napoli | 1 - 2     | Roma      | 11' Sormani                                                               | 29' Cappellini, 60' Salvori                                              |
| 78  | 12/12/1971 | Stadio San Paolo           | Serie A 1971-1972             | Napoli | 4 - 0     | Roma      | 41', 65' Esposito, 59' Altafini, 68' Pogliana                             |                                                                          |
| 79  | 02/04/1972 | Stadio Olimpico            | Serie A 1971-1972             | Roma   | 1 - 0     | Napoli    |                                                                           | 59' Cappellini                                                           |
| 80  | 20/10/1972 | Stadio Olimpico            | Serie A 1972-1973             | Roma   | 1 - 0     | Napoli    |                                                                           | 35' Scaratti                                                             |
| 81  | 18/02/1973 | Stadio San Paolo           | Serie A 1972-1973             | Napoli | 1 - 0     | Roma      | 22' Damiani                                                               |                                                                          |
| 82  | 02/12/1973 | Stadio Olimpico            | Serie A 1973-1974             | Roma   | 0 - 1     | Napoli    | 38' Braglia                                                               |                                                                          |
| 83  | 24/03/1974 | Stadio San Paolo           | Serie A 1973-1974             | Napoli | 1 - 1     | Roma      | 62' Juliano                                                               | 77' Orazi                                                                |
| 84  | 13/10/1974 | Stadio Olimpico            | Serie A 1974-1975             | Roma   | 0 - 0     | Napoli    |                                                                           |                                                                          |
| 85  | 09/02/1975 | Stadio San Paolo           | Serie A 1974-1975             | Napoli | 2 - 0     | Roma      | 12' Rampanti, 70' Braglia                                                 |                                                                          |
| 86  | 29/05/1975 | Stadio Olimpico            | Coppa Italia 1974-1975        | Roma   | 0 - 0     | Napoli    |                                                                           |                                                                          |
| 87  | 19/06/1975 | Stadio San Paolo           | Coppa Italia 1974-1975        | Napoli | 0 - 2     | Roma      |                                                                           | 28', 78' Prati                                                           |
| 88  | 18/01/1976 | Stadio San Paolo           | Serie A 1975-1976             | Napoli | 2 - 1     | Roma      | 15' Massa, 24' Savoldi                                                    | 85' Negrisolo                                                            |
| 89  | 02/05/1976 | Stadio Olimpico            | Serie A 1975-1976             | Roma   | 0 - 3     | Napoli    | 10' Sperotto, 42', 63' (rig.) Savoldi                                     |                                                                          |
| 90  | 12/12/1976 | Stadio San Paolo           | Serie A 1976-1977             | Napoli | 1 - 0     | Roma      | 1' Massa                                                                  |                                                                          |
| 91  | 10/04/1977 | Stadio Olimpico            | Serie A 1976-1977             | Roma   | 0 - 0     | Napoli    |                                                                           |                                                                          |
| 92  | 30/10/1977 | Stadio San Paolo           | Serie A 1977-1978             | Napoli | 2 - 0     | Roma      | 22' Pin, 80' (rig.) Savoldi                                               |                                                                          |
| 93  | 05/03/1978 | Stadio Olimpico            | Serie A 1977-1978             | Roma   | 0 - 0     | Napoli    |                                                                           |                                                                          |
| 94  | 15/10/1978 | Stadio San Paolo           | Serie A 1978-1979             | Napoli | 1 - 0     | Roma      | 67' Pellegrini                                                            |                                                                          |
| 95  | 11/02/1979 | Stadio Olimpico            | Serie A 1978-1979             | Roma   | 0 - 0     | Napoli    |                                                                           |                                                                          |
| 96  | 07/10/1979 | Stadio San Paolo           | Serie A 1979-1980             | Napoli | 3 - 0     | Roma      | 4' Lucido, 6', 69' Damiani                                                |                                                                          |
| 97  | 03/02/1980 | Stadio Olimpico            | Serie A 1979-1980             | Roma   | 0 - 0     | Napoli    |                                                                           |                                                                          |
| 98  | 19/10/1980 | Stadio San Paolo           | Serie A 1980-1981             | Napoli | 4 - 0     | Roma      | 24' (aut.) Romano, 32' Pellegrini, 56' (aut.) Di Bartolomei, 61' Nicolini |                                                                          |
| 99  | 08/03/1981 | Stadio Olimpico            | Serie A 1980-1981             | Roma   | 1 - 1     | Napoli    | 72' Speggiorin                                                            | 50' Pruzzo                                                               |
| 100 | 03/01/1982 | Stadio San Paolo           | Serie A 1981-1982             | Napoli | 1 - 0     | Roma      | 79' Citterio                                                              |                                                                          |
| 101 | 02/05/1982 | Stadio Olimpico            | Serie A 1981-1982             | Roma   | 1 - 1     | Napoli    | 32' (rig.) Guidetti                                                       | 55' (rig.) Pruzzo                                                        |
| 102 | 10/10/1982 | Stadio San Paolo           | Serie A 1982-1983             | Napoli | 1 - 3     | Roma      | 1' Pellegrini                                                             | 33' Iorio, 65' Nela, 78' chierico                                        |
| 103 | 20/02/1983 | Stadio Olimpico            | Serie A 1982-1983             | Roma   | 5 - 2     | Napoli    | 12' Díaz, 78' Marino                                                      | 30' Nela, 43' Ancelotti, 48', 67' Di Bartolomei, 70' Pruzzo              |
| 104 | 30/10/1983 | Stadio Olimpico            | Serie A 1983-1984             | Roma   | 5 - 1     | Napoli    | 70' dal Fiume                                                             | 9' Graziani, 20' Cerezo, 33' Falcão, 38', 80' Conti                      |
| 105 | 11/03/1984 | Stadio San Paolo           | Serie A 1983-1984             | Napoli | 1 - 2     | Roma      | 59' Casale                                                                | 15' Graziani, 62' Bonetti                                                |
| 106 | 16/12/1984 | Stadio San Paolo           | Serie A 1984-1985             | Napoli | 1 - 2     | Roma      | 45' Bertoni                                                               | 20' Falcão, 31' (aut.) Marino                                            |
| 107 | 28/04/1985 | Stadio Olimpico            | Serie A 1984-1985             | Roma   | 1 - 1     | Napoli    | 40' Bertoni                                                               | 42' (aut.) Dal Fiume                                                     |
| 108 | 29/09/1985 | Stadio San Paolo           | Serie A 1985-1986             | Napoli | 1 - 1     | Roma      | 53' (rig.) Maradona                                                       | 37' Tovalieri                                                            |
| 109 | 26/01/1986 | Stadio Olimpico            | Serie A 1985-1986             | Roma   | 2 - 0     | Napoli    |                                                                           | 42' Gerolin, 61' Boniek                                                  |
| 110 | 26/10/1986 | Stadio Olimpico            | Serie A 1986-1987             | Roma   | 0 - 1     | Napoli    | 46' Maradona                                                              |                                                                          |
| 111 | 15/03/1987 | Stadio San Paolo           | Serie A 1986-1987             | Napoli | 0 - 0     | Roma      |                                                                           |                                                                          |
| 112 | 25/10/1987 | Stadio Olimpico            | Serie A 1987-1988             | Roma   | 1 - 1     | Napoli    | 67' Francini                                                              | 46' Pruzzo                                                               |
| 113 | 06/03/1988 | Stadio San Paolo           | Serie A 1987-1988             | Napoli | 1 - 2     | Roma      | 80' Careca                                                                | 21' Giannini, 70' Oddi                                                   |
| 114 | 31/12/1988 | Stadio Olimpico            | Serie A 1988-1989             | Roma   | 1 - 0     | Napoli    |                                                                           | 87' Völler                                                               |
| 115 | 14/05/1989 | Stadio San Paolo           | Serie A 1988-1989             | Napoli | 1 - 1     | Roma      | 58' Careca                                                                | 74' Völler                                                               |
| 116 | 08/10/1989 | Stadio Flaminio            | Serie A 1989-1990             | Roma   | 1 - 1     | Napoli    | 54' (rig.) Maradona                                                       | 10' Comi                                                                 |
| 117 | 18/02/1990 | Stadio San Paolo           | Serie A 1989-1990             | Napoli | 3 - 1     | Roma      | 53' (rig.), 72' (rig.) Maradona, 62' Careca                               | 4' Nela                                                                  |
| 118 | 13/01/1991 | Stadio San Paolo           | Serie A 1990-1991             | Napoli | 1 - 1     | Roma      | 15' Zola                                                                  | 65' Salsano                                                              |
| 119 | 19/05/1991 | Stadio Olimpico            | Serie A 1990-1991             | Roma   | 1 - 1     | Napoli    | 80' Rizzardi                                                              | 15' Carboni                                                              |
| 120 | 29/10/1991 | Stadio Olimpico            | Coppa Italia 1991-1992        | Roma   | 1 - 0     | Napoli    |                                                                           | 85' Rizzitelli                                                           |
| 121 | 17/11/1991 | Stadio Olimpico            | Serie A 1991-1992             | Roma   | 1 - 1     | Napoli    | 77' Zola                                                                  | 43' Di Mauro                                                             |
| 122 | 04/12/1991 | Stadio San Paolo           | Coppa Italia 1991-1992        | Napoli | 3 - 2     | Roma      | 44' Pusceddu, 50', 70' Careca                                             | 18', 26' Rizzitelli                                                      |
| 123 | 05/04/1992 | Stadio San Paolo           | Serie A 1991-1992             | Napoli | 3 - 2     | Roma      | 47' Silenzi, 55' Careca, 66' Zola                                         | 8' (aut.) Corradini, 18' Giannini                                        |
| 124 | 25/10/1992 | Stadio San Paolo           | Serie A 1992-1993             | Napoli | 2 - 1     | Roma      | 45' Fonseca, 46' Careca                                                   | 57' Benedetti                                                            |
| 125 | 27/01/1993 | Stadio San Paolo           | Coppa Italia 1992-1993        | Napoli | 0 - 0     | Roma      |                                                                           |                                                                          |
| 126 | 09/02/1993 | Stadio Olimpico            | Coppa Italia 1992-1993        | Roma   | 2 - 0     | Napoli    |                                                                           | 10' Carnevale, 70' Häßler                                                |
| 127 | 21/03/1993 | Stadio Olimpico            | Serie A 1992-1993             | Roma   | 1 - 1     | Napoli    | 74' Fonseca                                                               | 58' Häßler                                                               |
| 128 | 12/09/1993 | Stadio Olimpico            | Serie A 1993-1994             | Roma   | 2 - 3     | Napoli    | 25' Buso, 51' Di Canio, 67' Ferrara                                       | 45' Rizzitelli, 54' Bonacina                                             |
| 129 | 30/01/1994 | Stadio San Paolo           | Serie A 1993-1994             | Napoli | 1 - 1     | Roma      | 90' (rig.) Fonseca                                                        | 58' (rig.) Balbo                                                         |
| 130 | 06/11/1994 | Stadio Olimpico            | Serie A 1994-1995             | Roma   | 1 - 1     | Napoli    | 70' Boghossian                                                            | 38' Moriero                                                              |
| 131 | 09/04/1995 | Stadio San Paolo           | Serie A 1994-1995             | Napoli | 0 - 0     | Roma      |                                                                           |                                                                          |
| 132 | 17/12/1995 | Stadio San Paolo           | Serie A 1995-1996             | Napoli | 0 - 2     | Roma      |                                                                           | 13' Thern, 70' Delvecchio                                                |
| 133 | 21/04/1996 | Stadio Olimpico            | Serie A 1995-1996             | Roma   | 4 - 1     | Napoli    | 72' Pecchia                                                               | 41', 81', 85' Delvecchio, 50' (aut.) Cruz                                |
| 134 | 15/12/1996 | Stadio Olimpico            | Serie A 1996-1997             | Roma   | 1 - 0     | Napoli    |                                                                           | 78' Aldair                                                               |
| 135 | 11/05/1997 | Stadio San Paolo           | Serie A 1996-1997             | Napoli | 1 - 0     | Roma      | 32' Caccia                                                                |                                                                          |
| 136 | 05/10/1997 | Stadio Olimpico            | Serie A 1997-1998             | Roma   | 6 - 2     | Napoli    | 71' Altomare, 87' (rig.) Bellucci                                         | 15' Candela, 33' Gautieri, 50', 59', 89' Balbo, 53' Di Francesco         |
| 137 | 22/02/1998 | Stadio San Paolo           | Serie A 1997-1998             | Napoli | 0 - 2     | Roma      |                                                                           | 54' Totti, 63' Di Biagio                                                 |
| 138 | 28/01/2001 | Stadio Olimpico            | Serie A 2000-2001             | Roma   | 3 - 0     | Napoli    |                                                                           | 18' Delvecchio, 40' Totti, 84' Batistuta                                 |
| 139 | 10/06/2001 | Stadio San Paolo           | Serie A 2000-2001             | Napoli | 2 - 2     | Roma      | 37' Amoruso, 81' Pecchia                                                  | 42' Batistuta, 53' Totti                                                 |
| 140 | 08/12/2005 | Stadio San Paolo           | Coppa Italia 2005-2006        | Napoli | 0 - 3     | Roma      |                                                                           | 33' Aquilani, 40' Nonda, 82' Okaka                                       |
| 141 | 11/01/2006 | Stadio Olimpico            | Coppa Italia 2005-2006        | Roma   | 2 - 1     | Napoli    | 91' Amodio                                                                | 39' Aquilani, 44' Mancini                                                |
| 142 | 20/10/2007 | Stadio Olimpico            | Serie A 2007-2008             | Roma   | 4 - 4     | Napoli    | 2' Lavezzi, 46' Hamšik, 63' Gargano, 84' Zalayeta                         | 30' (rig.) Totti, 41' Perrotta, 51' De Rossi, 80' Pizarro                |
| 143 | 09/03/2008 | Stadio San Paolo           | Serie A 2007-2008             | Napoli | 0 - 2     | Roma      |                                                                           | 2' Perrotta, 47' (rig.) Totti                                            |
| 144 | 31/08/2008 | Stadio Olimpico            | Serie A 2008-2009             | Roma   | 1 - 1     | Napoli    | 55' Hamšik                                                                | 29' Aquilani                                                             |
| 145 | 25/01/2009 | Stadio San Paolo           | Serie A 2008-2009             | Napoli | 0 - 3     | Roma      |                                                                           | 18' Mexès, 32' Juan, 50' Vučinić                                         |
| 146 | 04/10/2009 | Stadio Olimpico            | Serie A 2009-2010             | Roma   | 2 - 1     | Napoli    | 25' Lavezzi                                                               | 37', 63' Totti                                                           |
| 147 | 28/02/2010 | Stadio San Paolo           | Serie A 2009-2010             | Napoli | 2 - 2     | Roma      | 75' Denis, 90' (rig.) Hamšik                                              | 59' (rig.) Baptista, 65' Vučinić                                         |
| 148 | 03/10/2010 | Stadio San Paolo           | Serie A 2010-2011             | Napoli | 2 - 0     | Roma      | 72' Hamšik, 83' (aut.) Juan                                               |                                                                          |
| 149 | 12/02/2011 | Stadio Olimpico            | Serie A 2010-2011             | Roma   | 0 - 2     | Napoli    | 50' (rig.), 83' Cavani                                                    |                                                                          |
| 150 | 18/12/2011 | Stadio San Paolo           | Serie A 2011-2012             | Napoli | 1 - 3     | Roma      | 82' Hamšík                                                                | 3' (aut.) De Sanctis, 59' Osvaldo, 89' (aut.) Cannavaro                  |
| 151 | 29/04/2012 | Stadio Olimpico            | Serie A 2011-2012             | Roma   | 2 - 2     | Napoli    | 48' Zúñiga, 68' Cavani                                                    | 42' Marquinho, 88' Simplício                                             |
| 152 | 06/01/2013 | Stadio San Paolo           | Serie A 2012-2013             | Napoli | 4 - 1     | Roma      | 4', 48', 70' Cavani, 90' Maggio                                           | 72' Osvaldo                                                              |
| 153 | 19/05/2013 | Stadio Olimpico            | Serie A 2012-2013             | Roma   | 2 - 1     | Napoli    | 84' Cavani                                                                | 47' Marquinho, 58' Destro                                                |
| 154 | 18/10/2013 | Stadio Olimpico            | Serie A 2013-2014             | Roma   | 2 - 0     | Napoli    |                                                                           | 45+4', 71' (rig.) Pjanić                                                 |
| 155 | 05/02/2014 | Stadio Olimpico            | Coppa Italia 2013-2014        | Roma   | 3 - 2     | Napoli    | 47' (aut.) De Sanctis, 70' Mertens                                        | 13', 88' Gervinho, 32' Strootman                                         |
| 156 | 12/02/2014 | Stadio San Paolo           | Coppa Italia 2013-2014        | Napoli | 3 - 0     | Roma      | 33' Callejón, 48' Higuaín, 51' Jorginho                                   |                                                                          |
| 157 | 09/03/2014 | Stadio San Paolo           | Serie A 2013-2014             | Napoli | 1 - 0     | Roma      | 81' Callejón                                                              |                                                                          |
| 158 | 01/11/2014 | Stadio San Paolo           | Serie A 2014-2015             | Napoli | 2 - 0     | Roma      | 3' Higuaín, 85' Callejón                                                  |                                                                          |
| 159 | 04/04/2015 | Stadio Olimpico            | Serie A 2014-2015             | Roma   | 1 - 0     | Napoli    |                                                                           | 25' Pjanić                                                               |
| 160 | 13/12/2015 | Stadio San Paolo           | Serie A 2015-2016             | Napoli | 0 - 0     | Roma      |                                                                           |                                                                          |
| 161 | 24/04/2016 | Stadio Olimpico            | Serie A 2015-2016             | Roma   | 1 - 0     | Napoli    |                                                                           | 89' Nainggolan                                                           |
| 162 | 15/10/2016 | Stadio San Paolo           | Serie A 2016-2017             | Napoli | 1 - 3     | Roma      | 58' Koulibaly                                                             | 43', 54' Džeko, 86' Salah                                                |
| 163 | 05/03/2017 | Stadio Olimpico            | Serie A 2016-2017             | Roma   | 1 - 2     | Napoli    | 26', 50' Mertens                                                          | 89' Strootman                                                            |
| 164 | 14/10/2017 | Stadio Olimpico            | Serie A 2017-2018             | Roma   | 0 - 1     | Napoli    | 20' Insigne                                                               |                                                                          |
| 165 | 03/03/2018 | Stadio San Paolo           | Serie A 2017-2018             | Napoli | 2 - 4     | Roma      | 6' Insigne, 90' Mertens                                                   | 7' Ünder, 26', 73' Džeko, 79' Perotti                                    |
| 166 | 28/10/2018 | Stadio San Paolo           | Serie A 2018-2019             | Napoli | 1 - 1     | Roma      | 90' Mertens                                                               | 14' El Shaarawy                                                          |
| 167 | 31/03/2019 | Stadio Olimpico            | Serie A 2018-2019             | Roma   | 1 - 4     | Napoli    | 2' Milik, 49' Mertens, 54' Verdi, 81' Younes                              | 45' (rig.) Perotti                                                       |
| 168 | 02/11/2019 | Stadio Olimpico            | Serie A 2019-2020             | Roma   | 2 - 1     | Napoli    | 72' Milik                                                                 | 19' Zaniolo, 55' (rig.) Veretout                                         |
| 169 | 05/07/2020 | Stadio San Paolo           | Serie A 2019-2020             | Napoli | 2 - 1     | Roma      | 55' Callejón, 82' Insigne                                                 | 60' Mkhitaryan                                                           |
| 170 | 29/11/2020 | Stadio San Paolo           | Serie A 2020-2021             | Napoli | 4 - 0     | Roma      | 30' Insigne, 64' Ruiz, 81' Mertens, 86' Politano                          |                                                                          |
| 171 | 21/03/2021 | Stadio Olimpico            | Serie A 2020-2021             | Roma   | 0 - 2     | Napoli    | 27', 34' Mertens                                                          |                                                                          |
| 172 | 24/10/2021 | Stadio Olimpico            | Serie A 2021-2022             | Roma   | 0 - 0     | Napoli    |                                                                           |                                                                          |
| 173 | 18/04/2022 | Stadio Diego Maradona      | Serie A 2021-2022             | Napoli | 1 - 1     | Roma      | 11' (rig.) Insigne                                                        | 91' El Shaarawy                                                          |
| 174 | 23/10/2022 | Stadio Olimpico            | Serie A 2022-2023             | Roma   | 0 - 1     | Napoli    | 80' Osimhen                                                               |                                                                          |
| 175 | 29/01/2023 | Stadio Diego Maradona      | Serie A 2022-2023             | Napoli | 2 - 1     | Roma      | 17' Osimhen, 86' Simeone                                                  | 75' El Shaarawy                                                          |
| 176 | 23/12/2023 | Stadio Olimpico            | Serie A 2023-2024             | Roma   | 2 - 0     | Napoli    |                                                                           | 76' Pellegrini, 90+6' Lukaku                                             |
| 177 | 28/04/2024 | Stadio Diego Maradona      | Serie A 2023-2024             | Napoli | 2 - 2     | Roma      | 64' Olivera 84' Osimhen                                                   | 59' Dybala 88' Abraham                                                   |
| 178 | 24/11/2024 | Stadio Diego Maradona      | Serie A 2024-2025             | Napoli | 1 - 0     | Roma      | 54' Lukaku                                                                |                                                                          |
| 179 | 02/02/2025 | Stadio Olimpico            | Serie A 2024-2025             | Roma   | 1 - 1     | Napoli    | 29' Spinazzola                                                            | 92' Angeliño                                                             |

### Amichevoli
| Nº | Data       | Stadio                | Competizione | Casa   | Risultato | Trasferta | Marcatori Napoli                        | Marcatori Roma                                  |
| -- | ---------- | --------------------- | ------------ | ------ | --------- | --------- | --------------------------------------- | ----------------------------------------------- |
| 1  | 02/12/1928 | Stadio Olimpico       | Amichevole   | Roma   | 3 - 0     | Napoli    |                                         | Fasanelli, Volk, Bossi                          |
| 2  | 11/09/1938 |                       | Amichevole   | Napoli | 0 - 0     | Roma      |                                         |                                                 |
| 3  | 04/06/1939 |                       | Amichevole   | Napoli | 2 - 1     | Roma      | 25' Gerbi, 68' Piccini                  | 80' Coscia                                      |
| 4  | 08/06/1939 |                       | Amichevole   | Roma   | 4 - 0     | Napoli    |                                         | 5' Bernardini, 15', 18', 48' Borsetti           |
| 5  | 05/10/1941 |                       | Amichevole   | Napoli | 1 - 1     | Roma      | 68' Venditto                            | 19' Coscia                                      |
| 6  | 24/09/1944 |                       | Amichevole   | Napoli | 1 - 2     | Roma      | 85' (rig.) Pretto                       | 6' Krieziu, 30' Forlivesi                       |
| 7  | 08/10/1944 |                       | Amichevole   | Roma   | 2 - 2     | Napoli    | 12' Busani, 61' Rosellini               | 34' Lombardi, 41' Krieziu                       |
| 8  | 29/08/1954 | Stadio Arturo Collana | Amichevole   | Napoli | 4 - 2     | Roma      | 13' Vitali, 38', 89' Jeppson, 58' Posio | 44' Pandolfini, 80' Cavazzuti                   |
| 9  | 04/09/1955 | Stadio Olimpico       | Amichevole   | Roma   | 1 - 2     | Napoli    | 40' Vinício, 79' (aut.) Stucchi         | 37' Galli                                       |
| 10 | 27/08/2003 |                       | Amichevole   | Napoli | 1 - 3     | Roma      | 68' (aut.) Dellas                       | 44' Delvecchio, 49' Montella, 74' (aut.) Bonomi |

## Statistiche

### Statistiche generali
|                            | Vittorie Roma | Pareggi | Vittorie Napoli | Gare | Reti Roma | Reti Napoli |
| -------------------------- | ------------- | ------- | --------------- | ---- | --------- | ----------- |
| Serie A                    | 53            | 53      | 49              | 155  | 193       | 177         |
| Divisione Nazionale        | 1             | 0       | 1               | 2    | 3         | 2           |
| Serie mista A-B Centro-Sud | 0             | 2       | 0               | 2    | 1         | 1           |
| Totale campionato          | 54            | 55      | 50              | 159  | 197       | 180         |
| Coppa Italia               | 11            | 2       | 4               | 17   | 26        | 17          |
| Coppa CONI                 | 1             | 0       | 1               | 2    | 4         | 3           |
| Totale gare ufficiali      | 66            | 56      | 55              | 176  | 226       | 199         |
| Amichevoli                 | 4             | 3       | 3               | 10   | 19        | 13          |
| Totale generale            | 70            | 59      | 58              | 186  | 245       | 212         |

### Classifica marcatori
| Giocatore                | Squadra            | Campionato | Coppe | Partite non ufficiali | Totale gare ufficiali | Totale |
| ------------------------ | ------------------ | ---------- | ----- | --------------------- | --------------------- | ------ |
| Dries Mertens            | Napoli             | 8          | 1     | 0                     | 9                     | 9      |
| Dino da Costa            | Roma               | 7          | 1     | 0                     | 8                     | 8      |
| Amedeo Amadei            | Roma Napoli Totale | 6 1 7      | 0 0   | 0 0                   | 6 1 7                 | 6 1 7  |
| Francesco Totti          | Roma               | 7          | 0     | 0                     | 7                     | 7      |
| Edinson Cavani           | Napoli             | 7          | 0     | 0                     | 7                     | 7      |
| Careca                   | Napoli             | 5          | 2     | 0                     | 7                     | 7      |
| José Altafini            | Napoli             | 6          | 0     | 0                     | 6                     | 6      |
| Antonio Vojak            | Napoli             | 6          | 0     | 0                     | 6                     | 6      |
| Marco Delvecchio         | Roma               | 5          | 0     | 1                     | 5                     | 6      |
| Cesare Augusto Fasanelli | Roma               | 2          | 3     | 1                     | 5                     | 6      |
| Diego Armando Maradona   | Napoli             | 5          | 0     | 0                     | 5                     | 5      |
| Marek Hamšík             | Napoli             | 5          | 0     | 0                     | 5                     | 5      |
| Luís Vinício             | Napoli             | 4          | 0     | 1                     | 4                     | 5      |
| Lorenzo Insigne          | Napoli             | 4          | 0     | 0                     | 4                     | 4      |
| Enrique Guaita           | Roma               | 4          | 0     | 0                     | 4                     | 4      |
| Pedro Manfredini         | Roma               | 4          | 0     | 0                     | 4                     | 4      |
| Emanuele Del Vecchio     | Napoli             | 4          | 0     | 0                     | 4                     | 4      |
| Giuseppe Savoldi         | Napoli             | 4          | 0     | 0                     | 4                     | 4      |
| Abel Balbo               | Roma               | 4          | 0     | 0                     | 4                     | 4      |
| Edin Džeko               | Roma               | 4          | 0     | 0                     | 4                     | 4      |
| Ermes Borsetti           | Roma               | 2          | 1     | 3                     | 3                     | 6      |
| Alberto Aquilani         | Roma               | 1          | 2     | 0                     | 3                     | 3      |
| José María Callejón      | Napoli             | 2          | 1     | 0                     | 3                     | 3      |
| Miralem Pjanić           | Roma               | 3          | 0     | 0                     | 3                     | 3      |

## Record
- Vittoria della Roma con massimo scarto: Roma-Napoli 8-0 (Serie A 1958-59).[14]
- Pareggio con più gol: Roma-Napoli 4-4 (Serie A 2007-08).
- Vittoria del Napoli con massimo scarto: Napoli-Roma 4-0 (Serie A 1971-1972, Serie A 1980-1981, Serie A 2020-2021).